# Turbo Pascal (Theaterkollektiv)
Turbo Pascal ist ein im Jahr 2004 gegründetes deutsches Theater- und Performancekollektiv aus Berlin.

## Arbeit
Das Kollektiv Turbo Pascal entwickelt interaktive Performances, die das Theater zum Verhandlungsraum gesellschaftlicher Prozesse machen. Es realisiert partizipative Projekte mit Bürgerinnen und Bürgern, jungen Erwachsenen und Jugendlichen. Gegründet wurde es 2004 im Kontext des Studiengangs Kulturwissenschaften und Ästhetische Praxis an der Universität Hildesheim und hat seit 2008 seinen Sitz in Berlin. Turbo Pascal arbeitet regelmäßig mit den Ensembles aus den Sophiensälen, dem Theater Hebbel am Ufer (HAU), dem Deutschen Theater in Berlin und dem Theater an der Parkaue zusammen.
Turbo Pascal sind Angela Löer, Frank Oberhäußer, Eva Plischke, Margret Schütz, Friedrich Greiling und Janina Janke.

## Werke (Auswahl)
- 2012 Roboterträume
- 2013 8 Stunden (mindestens)
- 2014 Weissagungen
- 2014 Leben und Arbeiten
- 2014 Algorithmen
- 2015 Völkerwanderung. Ein lebendiges Archiv für Geschichten vom Kommen, Gehen und Bleiben
- 2016 Die Paten
- 2016 Selbstbeschwichtigung
- 2017 Die Welt in uns
- 2017 Abschaffen + Anfangen. Eine utopische Versammlung
- 2017 Böse Häuser
- 2018 Gala Global. Eine Weltbürger_innen-Suche
- 2018 Vertrauensfragen
- 2019 Unterscheidet euch! Ein Gesellschaftsspiel
- 2020 Dichte Netze
- 2021 Kein Blatt vorm Mund. Ein kommunikatives Spiel für Kinder und Erwachsene
- 2021 Irgendwie Mitte. Eine Zoom-Com in vier Folgen
- 2021 Bus mit Schuss. Ein interaktives Stadtprojekt
- 2021 Böse Bücher. Nächtliche Streifzüge durch die Bibliothek
- 2022 To Do or Not to Do. Eine interaktive Performace über die Tätigkeiten einer Stadt
- 2023 Kritter. Eine spekulative Erzählung über Wesen aller Art
- 2023 Verkehrte Welt. Eine Konfrontation im Autoscooter
- 2023 Common Things
- 2023 Hey Sexy!
- 2024 Faith Fiction
- 2025 Die Super-Wahl. Wie entscheidest du?

## Auszeichnungen (Auswahl)
- 2017 Einladung zum Festival "Augenblick mal!" mit Die Paten
- 2018 Einladung zum Stückemarkt des Berliner Theatertreffens mit Böse Häuser
- 2018 George-Tabori-Förderpreis
- 2019 Ikarus-Preis für Kinder- und Jugendtheater für Unterscheidet euch!